# Moby Ale Due
Il Moby Ale Due è un traghetto in servizio con la compagnia di navigazione italiana Moby Lines.
Attualmente è in servizio per Moby Lines.

## Caratteristiche
La nave, con una lunghezza di 214 metri e una larghezza di circa 26, raggiunge la stazza lorda di 36.500 tonnellate di stazza, entrando a far parte delle più grandi navi-traghetto d'Italia. Tuttavia, queste dimensioni hanno creato non pochi problemi in alcuni porti della Sardegna come Arbatax e Porto Torres, che hanno necessitato di lavori di adeguamento per ospitare la Bithia e le sue gemelle.
Può ospitare a bordo 2.700 passeggeri e circa 900 autovetture e ha una capacità merci di 915 metri lineari, che corrispondono a circa 70 semirimorchi. La Bithia, così come le sue gemelle, può essere classificata come cruise ferry: questa tipologia di navi, introdotta in Italia da Grandi Navi Veloci nei primi anni novanta, prevede degli elevati comfort di bordo per i passeggeri, garantendo numerosi servizi tipici delle navi da crociera. Infatti, i traghetti di classe Bithia come la Bithia sono dotati di negozi, bar, cinema e ristoranti, mentre l'arredo degli interni risulta essere abbastanza lussuoso. Le navi sono strutturate su otto ponti, ovvero:
- Ponte 8 Ponte Comando: infermeria, canile, solarium
- Ponte 7 Ponte Arcobaleno: area bambini, 648 poltrone di seconda classe e 68 cabine
- Ponte 6 Ponte Imbarcazioni: Reception, bar centrale, bar sala delle feste, cinema, ristorante, self service, negozio
- Ponte 5 Ponte Aurora: 257 cabine
- Ponte 4 Garage superiore: 373 vetture
- Ponte 3 Car-Deck: 80 vetture
- Ponte 3 Garage principale: 335 vetture o 69 semirimorchi
- Ponte 2 Garage inferiore 2: 60 vetture
- Ponte 1 Garage inferiore 1: 52 vetture

L'accesso alle cabine è possibile grazie a delle smart card e ad appositi lettori. Questo sistema sostituisce le normali serrature per garantire una maggiore sicurezza ai passeggeri. Infatti, la presenza del sistema elettronico impedisce eventuali scassinature. Ogni cabina è dotata di un apposito bagno, dotato di lavabo, doccia e gabinetto. Data la velocità di navigazione relativamente bassa e l'elevata stazza del traghetto, i passeggeri possono rimanere all'aperto verso poppa, oppure sui due ponti laterali del Ponte Imbarcazioni (dove sono collocate anche le scialuppe di salvataggio). In condizioni meteo favorevoli, è consentito ai passeggeri l'accesso sopra il Ponte Comando, dove è presente una zona d'atterraggio per elicotteri, nonché un canile dove far dormire gli animali in apposite cucce. Le operazioni di imbarco e sbarco avvengono attraverso i due portelloni di poppa e i passeggeri a piedi possono imbarcare mediante scale mobili o ascensori che portano direttamente al Ponte Imbarcazioni.
Il nome di questa nave è dedicato a un nome leggendario della Sardegna: infatti Bithia è un'antica città punica nel sud dell'isola.
Nel 2018 venne verniciata con livrea DC Comics raffigurante Superman e Supergirl.
Da febbraio 2024 ha la nuova livrea Moby ed è stata rimodernata negli interni. Sulle fiancate c'è il logo della compagnia con la balena azzurra, sul fumaiolo celeste invece è presente il logo "V-Class".

## Servizio
La Bithia venne varata dalla Fincantieri il 10 febbraio 2001 e consegnata alla Tirrenia il 9 luglio 2001 ed entrò in servizio il 1º agosto dello stesso anno sulla rotta Genova-Porto Torres. La qualità della nave venne apprezzata anche da Giuseppe Pisanu, al tempo Ministro dell'interno, e da Pietro Lunardi, Ministro delle infrastrutture e dei trasporti. Dopo l'incendio della Panam Serena a Porto Torres, la Bithia venne dirottata per un breve periodo sulla tratta Genova-Olbia, passando poi ad effettuare stabilmente la tratta Genova-Porto Torres, con un tempo di percorrenza ottimale di 10 ore (imbarco e sbarco compresi). 
Nel 2011 passò a coprire la rotta Napoli-Palermo, venendo spostata temporaneamente a partire dal 05 febbraio 2012 sulla Civitavecchia-Olbia in sostituzione della sorella Sharden. A fine marzo la nave fu impegnata sulla Genova-Porto Torres in sostituzione della gemella Janas che si era recata a Napoli per lavori di manutenzione. 
Successivamente Bithia insieme alle sue gemelle, opererà a rotazione sulle rotte: Civitavecchia-Olbia, Genova-Olbia e Civitavecchia-Arbatax-Cagliari.

L'allora Bithia con la livrea 2018 a Livorno.

Nella stagione estiva del 2019 ha operato sulla Genova-Porto Torres, e dal settembre 2019 viene fissata sulla Genova-Olbia sia in inverno che in estate.
Nella stagione estiva 2020 entra in servizio per conto di Moby sulla Olbia-Piombino, generando diverse lamentele a causa dei suoi costanti ritardi e quindi venne ritrasferita sulla Genova-Olbia-Arbatax. Rientrò in servizio sulla Olbia-Piombino il penultimo giorno prima della chiusura della rotta, ritardando anche quel giorno. Dal dicembre 2020 entra sulla Genova Porto Torres insieme alla gemella Athara e viene sostituita sulla Genova-Olbia dall'altra gemella Janas. Dopo l'incendio della Athara opera sempre fra Genova e Porto Torres insieme a Janas.
A inizio febbraio 2021 la nave si dirige verso Messina per manutenzione rimanendo in cantiere quasi due mesi. A fine aprile torna sulla Genova-Porto Torres, venendo poi sostituita dalla Athara in coppia con Janas. Per conto di Moby viene inserita sulla Genova-Olbia a maggio, compiendo anche un viaggio in diurna e notturna fra Olbia, Livorno e ritorno a Olbia. Il 2 giugno viene trasferita sulla Civitavecchia-Olbia in coppia con il Moby Tommy.
Per l'estate 2023 il Bithia eseguirà in coppia con il Sharden la rotta Civitavecchia-Olbia. Nei mesi successivi continua sulla stessa rotta insieme ad Athara.
Dal 21 dicembre 2023 al 7 febbraio 2024, nei cantieri navali di Genova, è stata cambiata la livrea con quella Moby ed è stata rinominata Moby Ale Due. Il traghetto è tornato commercialmente operativo dalla sera dell'8 febbraio sulla Civitavecchia-Olbia. Dal 17 marzo al 16 maggio è passato sulla Genova-Porto Torres, per poi passare nuovamente sulla Civitavecchia-Olbia in coppia con la gemella Janas. Dal 26 giugno al 26 luglio invece, la nave è stata ferma nel porto di Ajaccio sotto sequestro, causato dal contenzioso tra il gruppo Onorato Armatori e Siem. In seguito la nave è partita dalla Corsica in direzione Genova per poi rientrare in servizio dal giorno successivo sulla Genova - Porto Torres.

## Navi gemelle
- Athara
- Janas